# مكيمة السفلى (لودر)

تعديل مصدري - تعديل

مكيمة السفلى هي إحدى قرى عزلة زارة بمديرية لودر التابعة لمحافظة أبين، بلغ تعداد سكانها 368 نسمة حسب تعداد اليمن لعام 2004.